# Don Marcelino
Don Marcelino (Bayan ng Don Marcelino) är en kommun i Filippinerna. Kommunen ligger på ön Mindanao, och tillhör provinsen Davao Occidental. Folkmängden uppgår till 33 403 invånare.
Don Marcelino är indelat i 15 barangayer.